# Šuvajić
Šuvajić (em cirílico:Шувајић) é uma vila da Sérvia localizada no município de Golubac, pertencente ao distrito de Braničevo, na região de Braničevo. A sua população era de 339 habitantes segundo o censo de 2002.

## Demografia
| 1948 | 1953 | 1961 | 1971 | 1981 | 1991 | 2002 |
| ---- | ---- | ---- | ---- | ---- | ---- | ---- |
| 475  | 536  | 492  | 470  | 442  | 423  | 339  |